# 豊渓里核実験場
豊渓里核実験場（プンゲリかくじっけんじょう）は、朝鮮民主主義人民共和国（北朝鮮）の核実験場である。北朝鮮北東部の咸鏡北道吉州郡豊渓里にあり、人工衛星画像に基づく正確な座標は、北緯41度16分41秒 東経129度05分15秒 / 北緯41.2780677度 東経129.087408度座標: 北緯41度16分41秒 東経129度05分15秒 / 北緯41.2780677度 東経129.087408度である。付近の化成強制収容所に収容された政治犯らによって建設されたとされる。

## 地理
万塔山（만탑산）から2キロメートル南、化成強制収容所から12キロメートル西、豊渓里の12キロメートル北にある。人工衛星画像からは3つの隧道が視認できる。また、承旨白岩という集落が、2013年の実験の際の震央から24キロメートル離れて立地されている。中朝国境に位置する恵山市と鉄路で結ばれた豊渓駅が北緯41度07分51秒 東経129度09分49秒 / 北緯41.130833度 東経129.163611度に立地している。交通の便の良さから、核実験に必要な資材の搬入が容易にでき、人員も収容所から調達できると考えられる。
2006年から2017年までに北朝鮮が行った全6回の核実験はここで行われてきた。内部の正確な構造はよくわかっていないが、万塔山に多数の坑道が掘られていると推測される。
アメリカ地震学会誌は2018年11月号で、アメリカや中国の地震学者による、北朝鮮の核実験 (2017年9月)を分析した複数の論文を掲載。地震波の分析などから、核爆発の高熱で約600メートル地下の岩盤が融解して半径41メートルの空洞ができて、8分後に崩壊。地表で陥没や土石流を誘発したと推測している。後述のように、北朝鮮は2018年5月に一部施設を爆破する映像付きで実験場の閉鎖を発表したが、それ以前から、核実験場としては使用困難になったと見られている。
また、2018年4月27日に行われた2018年南北首脳会談の席上で、金正恩朝鮮労働党委員長は「5月中に閉鎖する」と述べ、「まだ使われていない坑道が2つある」とも言及した。 さらに「閉鎖するときには、対外公開することを約束する」とも述べた。

## 沿革
2013年1月、Google マップが更新され、北朝鮮の様々な施設が見られるようになった。2013年2月4日、韓国国防省は一部の坑道構造図と思われる写真を公開した。この写真によれば、坑道の長さは1キロメートルに上り、放射線の漏出を防ぐための遮蔽壁が9箇所にあるという。2013年4月8日、韓国軍は豊渓里周辺での活動を監視し、4度目の実験準備が進行しているのではないかという推測を立てた。後に、この活動は長期活動によるものではないかと考えられるようになり、すぐさまの実験はないだろうと結論付けられた。2016年1月6日、平壌放送は、2013年から準備していた場所で水爆実験を行ったと公表した。当初は、観測された爆発の規模から水爆ではないという疑いを日米は持っていたが、その後の解析から、実験場所が当初想定の2倍深いところにあることが判明し、水爆の部品が一部だけ作動した失敗の疑いが持たれている。
2017年1月と4月には、38ノース提供の衛星写真から活動が示唆され、同年9月3日に実験があった。中国地震局は、この核実験の10分後に、豊渓里核実験場付近でマグニチュード4.6・震源の深さ0キロメートルの地震を観測しており、周辺の地盤が陥没した可能性を指摘している。また、『サウスチャイナ・モーニング・ポスト』は同年9月4日付の紙面にて、これ以上の核実験は山体自体の崩壊を招き、放射性物質の拡散が懸念されるとした、中国の専門家の意見を掲載した。このような懸念は同年9月20日に北京で開催された中朝の地質学者の会合にて中国側から北朝鮮側に伝えられたと報じられている。
2017年10月31日、テレビ朝日が、北朝鮮消息筋の情報として同年9月、核実験後の地下坑道で大規模な崩落事故が起き、200人余りが死亡した可能性があると報道した。これに対して同年11月2日、朝鮮中央通信は、実験場の崩落報道が虚偽であると反論。日本当局がテレビ朝日に、虚偽報道・謀略報道をさせたとして批判した。
この北朝鮮の核実験 (2017年9月)により、万塔山で地表部のずれや沈下が発生したとの分析が、米科学誌『サイエンス』2018年5月10日付に掲載された。
2018年1月に『毎日新聞』が、豊渓里周辺で放射線被曝によるとみられる健康被害が発生しており、当該地域からの脱北者に染色体異常が確認されたと報道した。
2018年4月20日に開催された朝鮮労働党中央委員会第7期第3回総会で豊渓里核実験場の廃棄が決定された。
2018年5月に北朝鮮はアメリカのメディアに核実験場での取材には1人当たり1万ドル(110万円)を支払うことを要求した。
5月24日には、残りの坑道、施設を爆破した
2022年3月7日、アメリカのNBCテレビは豊渓里核実験場で、新たな建物の建設や施設復旧に向けた動きがあることを衛星画像で確認したと報じた。